# Абланица (област Пазарджик)
Вижте пояснителната страница за други значения на Абланица.
А̀бланица е село в Южна България, община Велинград, област Пазарджик.

## География
Село Абланица се намира на около 45 km югозападно от областния център град Пазарджик и 12 km запад-югозападно от общинския център град Велинград. Разположено е в Западните Родопи, по левия (северния) долинен склон на течащата в посока на изток край него река Абланица, ляв приток на Чепинска река. Надморската височина по общинския път в ниската южна част на селото е около 970 m и нараства на север до около 1000 m.
Общинският път през Абланица води на югозапад до село Цветино, а на изток до връзка с третокласния републикански път III-843 (Велинград – Сърница).
На около 700 m източно от Абланица е жп спирка „Цветино“ на теснопътната железопътна линия Септември – Добринище (жп линия 16).
Числеността на населението на село Абланица по данните от преброяванията от 1934 г. насам се променя както следва:
| \| Година на преброяване \| Численост \| \| --------------------- \| --------- \| \| 1934 \| 104 \| \| 1946 \| 133 \| \| 1956 \| 196 \| \| 1965 \| 191 \| \| 1975 \| 171 \| \| 1985 \| 364 \| \| 1992 \| 355 \| \| 2001 \| 307 \| \| 2011 \| 376 \| \| 2021 \| 332 \| |           |
| Година на преброяване | Численост |
| 1934 | 104       |
| 1946 | 133       |
| 1956 | 196       |
| 1965 | 191       |
| 1975 | 171       |
| 1985 | 364       |
| 1992 | 355       |
| 2001 | 307       |
| 2011 | 376       |
| 2021 | 332       |

Етническият състав на населението по численост и дял на етническите групи според преброяването през 2011 г. е:
| Етнически групи     | Численост | Дял (в %) |
| Общо                | 376       | 100,00    |
| Българи             | 347       | 92,29     |
| Турци               | ...       | ...       |
| Цигани              | 0         | 0         |
| Други               | 0         | 0         |
| Не се самоопределят | ...       | ...       |
| Не отговорили       | 27        | 7,18      |

## История
Село Абланица е призната на 24 октомври 1975 г. за село дотогавашна населена местност от село Цветино с присъединено през 1978 г. селище Колиби Магерови.
През 1967 г. в селото е открита сградата на училище „Христо Ботев“ като училище – интернат, в което да се обучават над петстотин ученика от района на бившата община Цветино.  След промените, последвали 10 ноември 1989 г. учебното заведение губи част от своите ученици. Понастоящем  училището е със статут на защитено и средищно , като към него функционират и две подготвителни групи. Учебният процес се осъществява в слети паралелки, по две в началната и прогимназиалната училищни степени. Училището е с курс на обучение от първи до осми клас. Учебните занятия се провеждат едносменно, само сутрин.

## Религии
Населението на село Абланица изповядва ислям.

## Обществени институции
Село Абланица към 2024 г. е център на кметство Абланица.
В село Абланица към 2024 г. има:
- действащо общинско основно училище „Христо Ботев“;[14]
- действаща джамия;[15]